# Orangerie

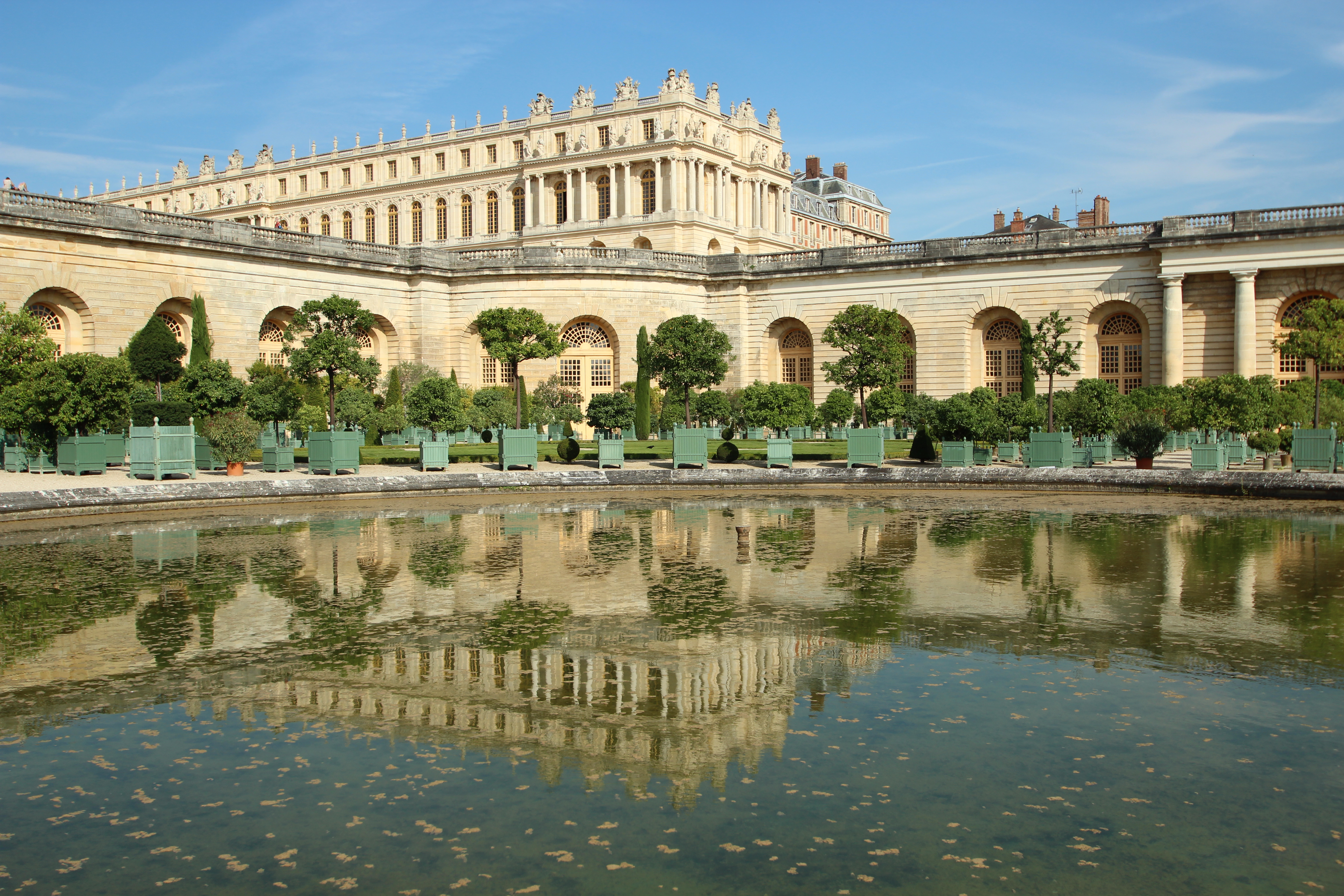
L'orangerie du château de Versailles

Une orangerie est un bâtiment clos, doté de vastes fenêtres et d'un chauffage dans lequel on abrite, pendant la mauvaise saison, les agrumes plantés dans des bacs ou pots ainsi que d'autres végétaux craignant le gel. En Italie, pays qui en lança la mode, pendant la Renaissance, en vitrant les arcades où on les entreposait, elle est appelée limonaia.
Le terme « orangerie » désignait autrefois également les plantations d'orangers, que l'on appelle maintenant des « orangeraies ».

## Les premiers exemples
Une première serre a été construite encore en 1545, à Padoue, en Italie. Les serres de cette époque étaient plutôt pratiques que décoratives. La plupart d'entre elles n'avaient pas d'autre chauffage qu'un feu ouvert.
En Angleterre, John Parkinson a présenté aux lecteurs de son livre Paradisus in Sole (1628) une serre décrite dans le chapitre « Oranges ». Les arbres pouvaient être plantés contre un mur de briques et être couverts pendant l'hiver d’un auvent en bois protégé par alépine, le prédécesseur de la toile à bâche.
La construction de serres a été à la mode après la fin de la guerre de Quatre-vingts ans en 1648. Les pays qui ont lancé cette tendance sont la France, l'Allemagne et les Pays-Bas, et c'est dans ces pays que les commerçants ont commencé à importer de grandes quantités d'orangers.

## Caractéristiques
La hauteur sous plafond des orangeries est calculée de telle manière que les plus grands sujets (palmiers) du jardin d'été « hors-sol » puissent y séjourner. Cette grande hauteur permet, également, d'obtenir une régulation thermique optimale. Les orangeries sont implantées face au sud. L'hiver, lorsque le soleil est bas, il apporte à la pièce sa lumière directe et sa chaleur. L'été, lorsque le soleil est haut, à l'aplomb du bâtiment, il n'entre pas directement dans celui-ci. Ainsi, la température d'une orangerie conçue selon les règles de l'art est maintenue à l'optimum en toute saison.

## Les matériaux de construction
Les serres étaient généralement orientées vers le sud pour profiter au maximum de la lumière et étaient construites sur des fondations en briques ou en pierre. Elles avaient également de grandes et hautes fenêtres pour profiter au maximum de la lumière du soleil l'après-midi, tandis que les murs orientés vers le nord étaient construits sans fenêtres, en briques solides très lourdes, et parfois avec des fenêtres beaucoup plus petites pour garder les pièces chaudes. L'isolation était l'un des plus gros problèmes de la construction de ces serres à l'époque, le principal matériau utilisé était la paille, et la plupart des serres avaient des volets en bois pour garder la chaleur. Un des premiers exemples de ce type de construction se trouve au palais de Kensington, qui était également pourvu de sols chauffés.
À présent les serres domestiques sont aussi généralement construites en pierre, en brique et en bois dur, mais l'évolution du verre, d'autres matériaux et de la technologie d'isolation a créé des alternatives viables à la construction traditionnelle. La principale différence entre une serre et un jardin d'hiver est la conception de son toit : un jardin d'hiver a plus de 75 % de son toit vitré, tandis qu'une serre a moins de 75 % de vitrage.

## Exemples d'orangeries
Liste non exhaustive de quelques orangeries actuelles ou ayant existé :
- Orangerie du Moutier, à Thiers
- Orangerie royale Chateau-Gaillard (Amboise)
- Orangerie du parc du Thabor, à Rennes
- Parc de l'Orangerie à Strasbourg
- Orangerie du château de Versailles
- Orangerie du château de Meudon en Île-de-France
- Orangerie du château de Saint-Cloud, aujourd'hui détruite, où se déroula le coup d'État du 18 Brumaire qui supprima le Directoire au profit du Consulat.
- Orangerie du château de Sceaux, Jules Hardouin-Mansart, 1686.
- Orangerie du château des ducs de la Trémoïlle à Thouars
- Orangerie du château d'Acquigny en Normandie
- Orangerie du château de La Clayette en Bourgogne
- Orangerie au château de Reynerie à Toulouse
- Orangerie du château de Gourdan dans la commune de Saint-Clair en Ardèche
- Orangerie du jardin du Luxembourg à Paris
- Musée de l'Orangerie à Paris, au Jardin des Tuileries
- Orangerie du château de Schönbrunn à Vienne, en Autriche
- Château de l'Orangerie à Potsdam
- Château de l'Orangerie à Fulda
- Orangerie du château de Benrath à Düsseldorf
- Orangerie de Darmstadt
- Orangerie du jardin botanique de Bruxelles
- Orangerie du parc Karlsaue à Cassel (Hesse)
- Orangerie du château de Kouskovo, près de Moscou
- Orangerie du château de Delémont, en Suisse
- Orangerie du château Saint-Jean à Dorlisheim, en Alsace
- Orangerie du Parc de la Tête d'or à Lyon
- Orangerie du château de Seneffe, en Belgique
- Orangerie du château de Lanniron, à Quimper
- Orangerie de la famille Geiger à Sarreguemines
- Orangerie du Château de Motteville , à Motteville en Seine-Maritime 76
- etc.

## Galerie

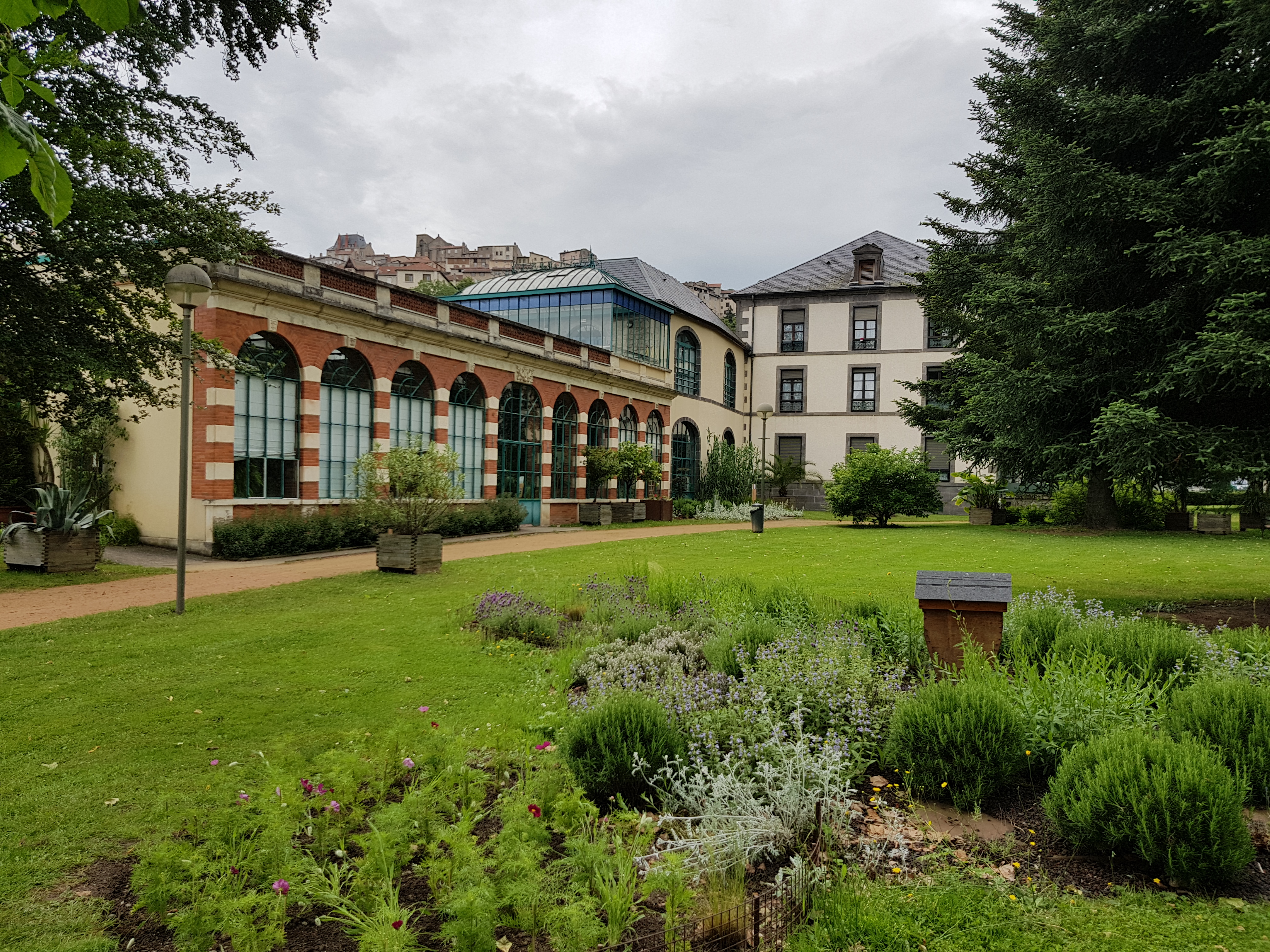
L'orangerie du Moutier à Thiers, en France.
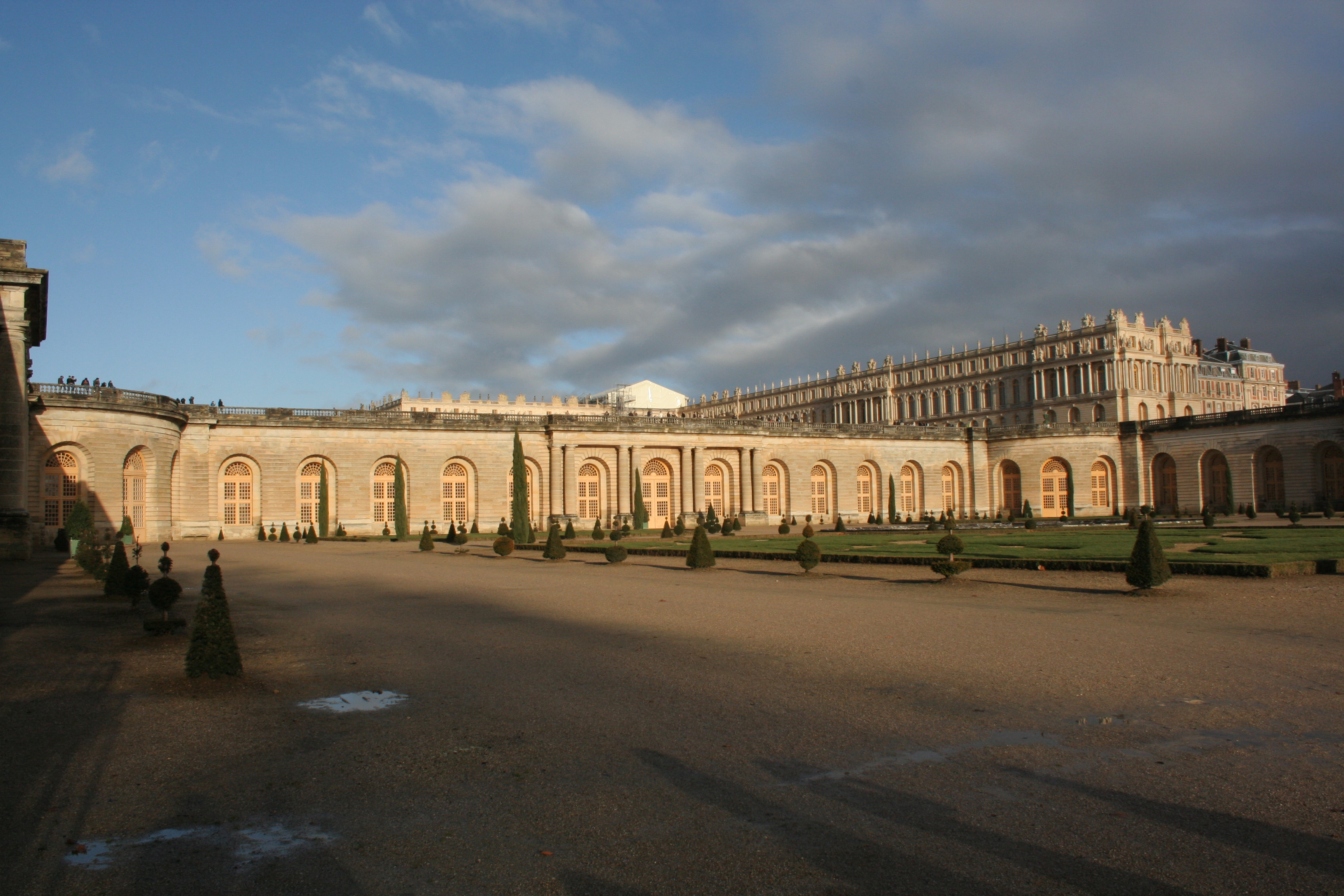
Façade de l'orangerie du château de Versailles.
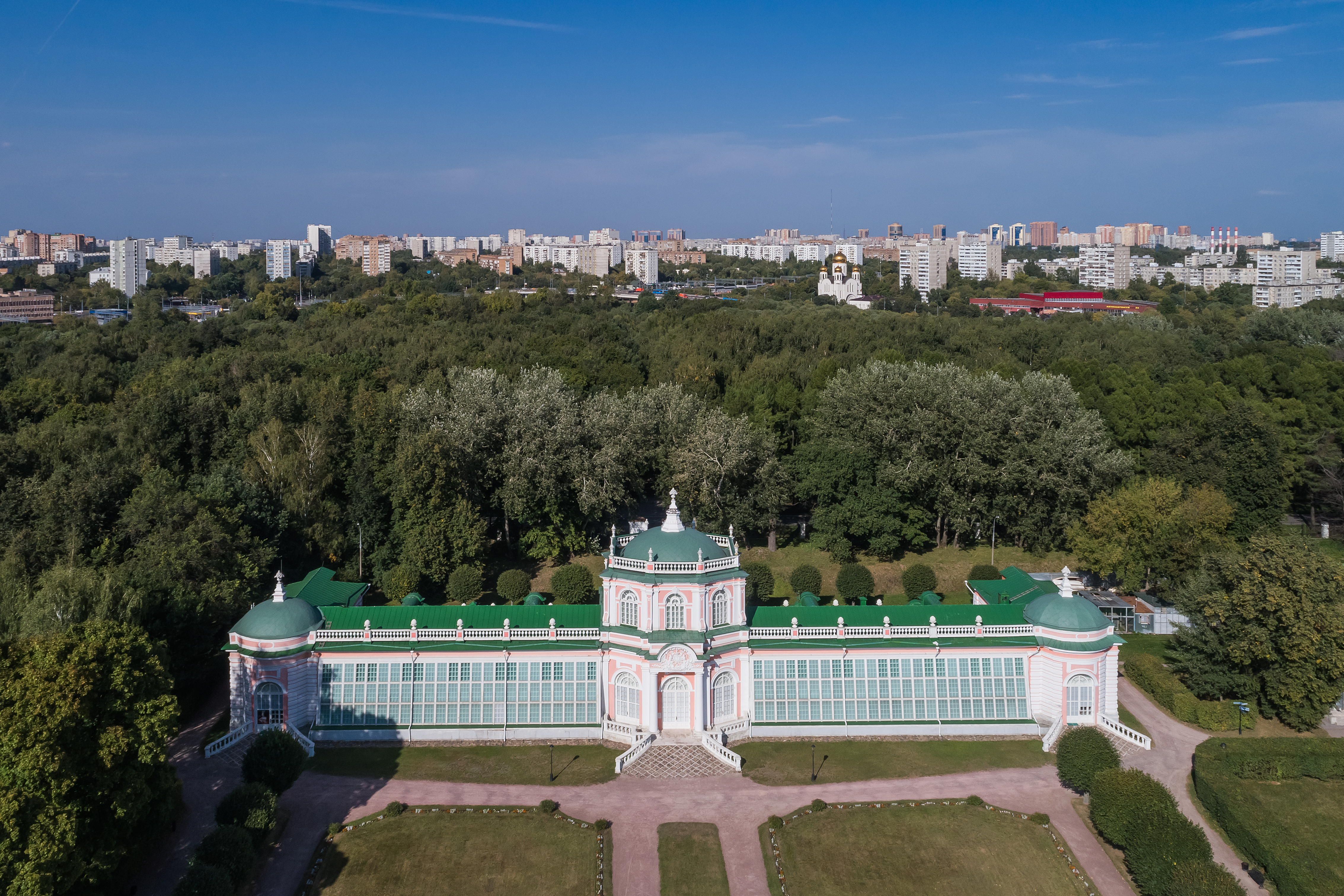
L'orangerie du château de Kouskovo, près de Moscou.
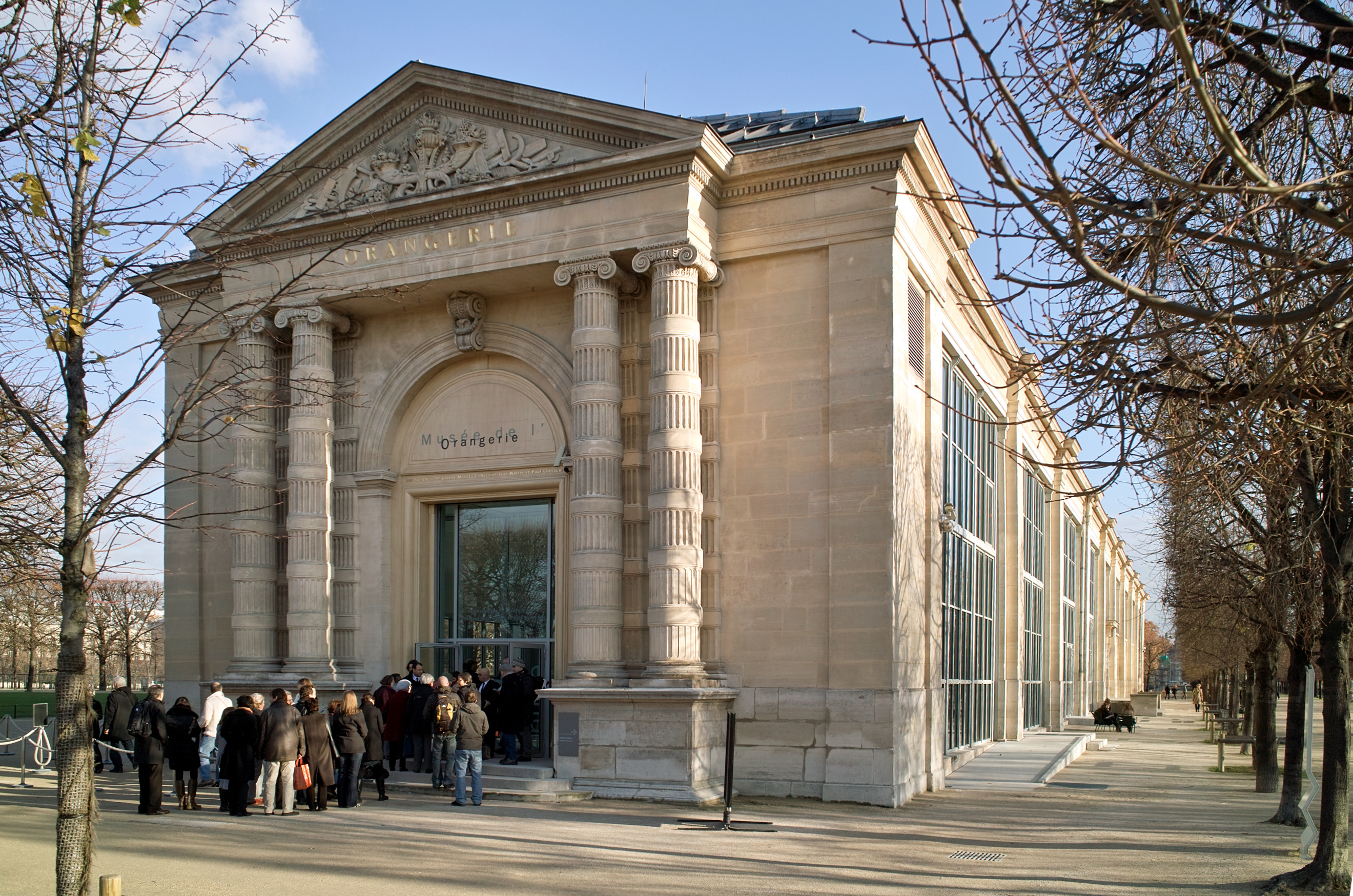
Musée de l'Orangerie du jardin des Tuileries à Paris.
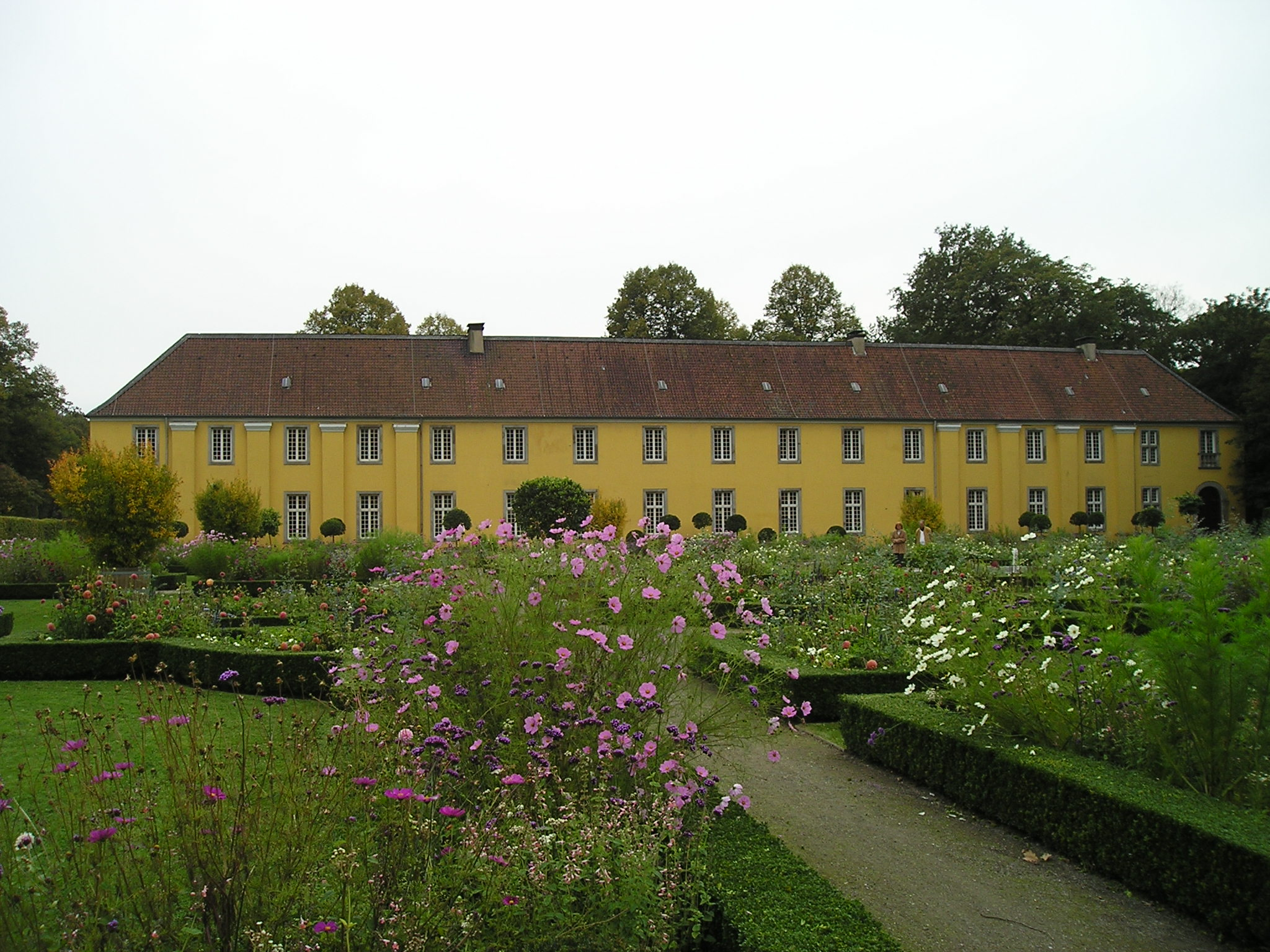
Orangerie du château de Benrath, en Allemagne.
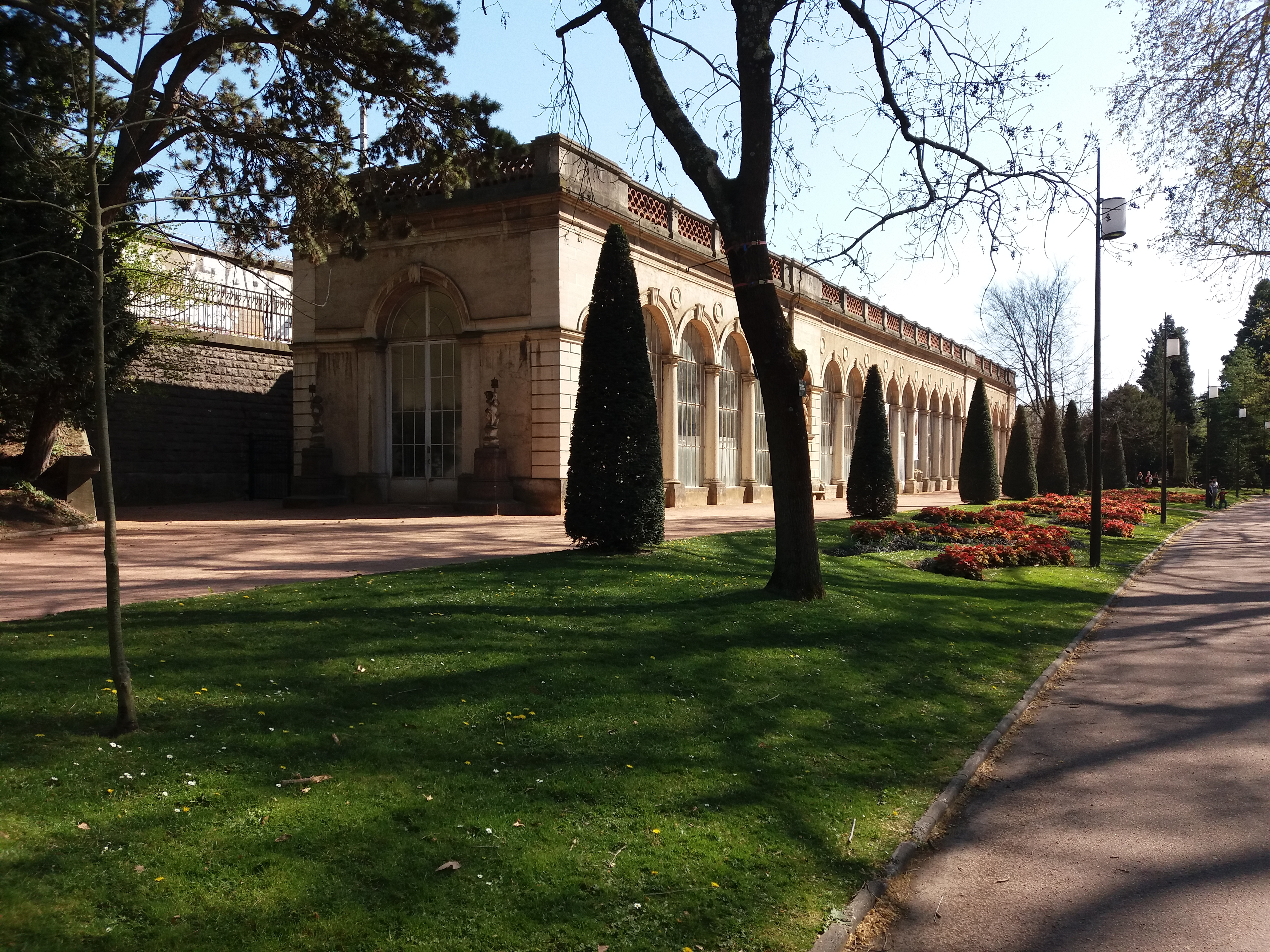
Orangerie du parc de la Tête d'or à Lyon.
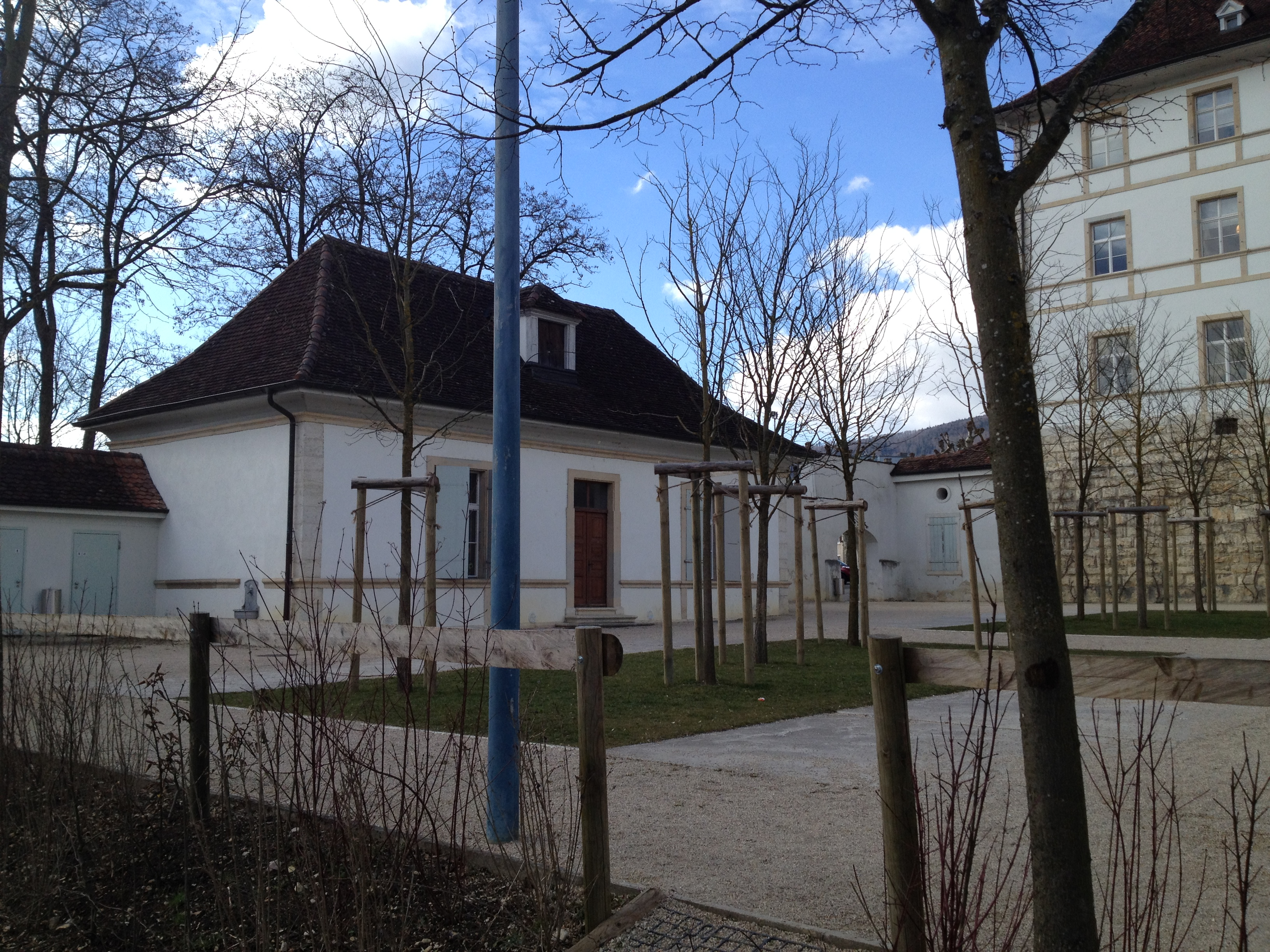
Orangerie du Château de Delémont, en Suisse.
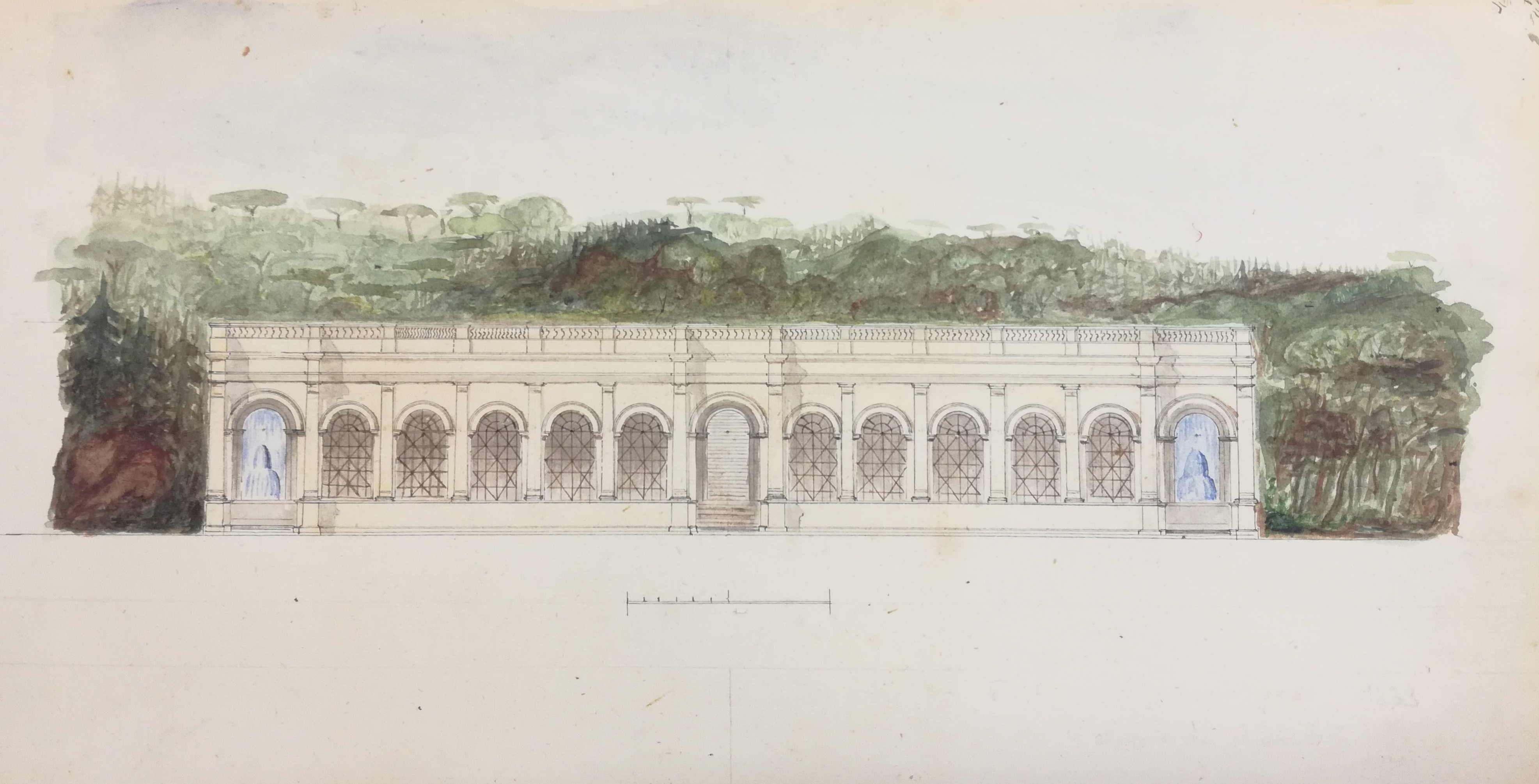
Orangerie et fontaines dans les environs de Marseille (1839) par Charles Frédéric Chassériau (1802-1896)
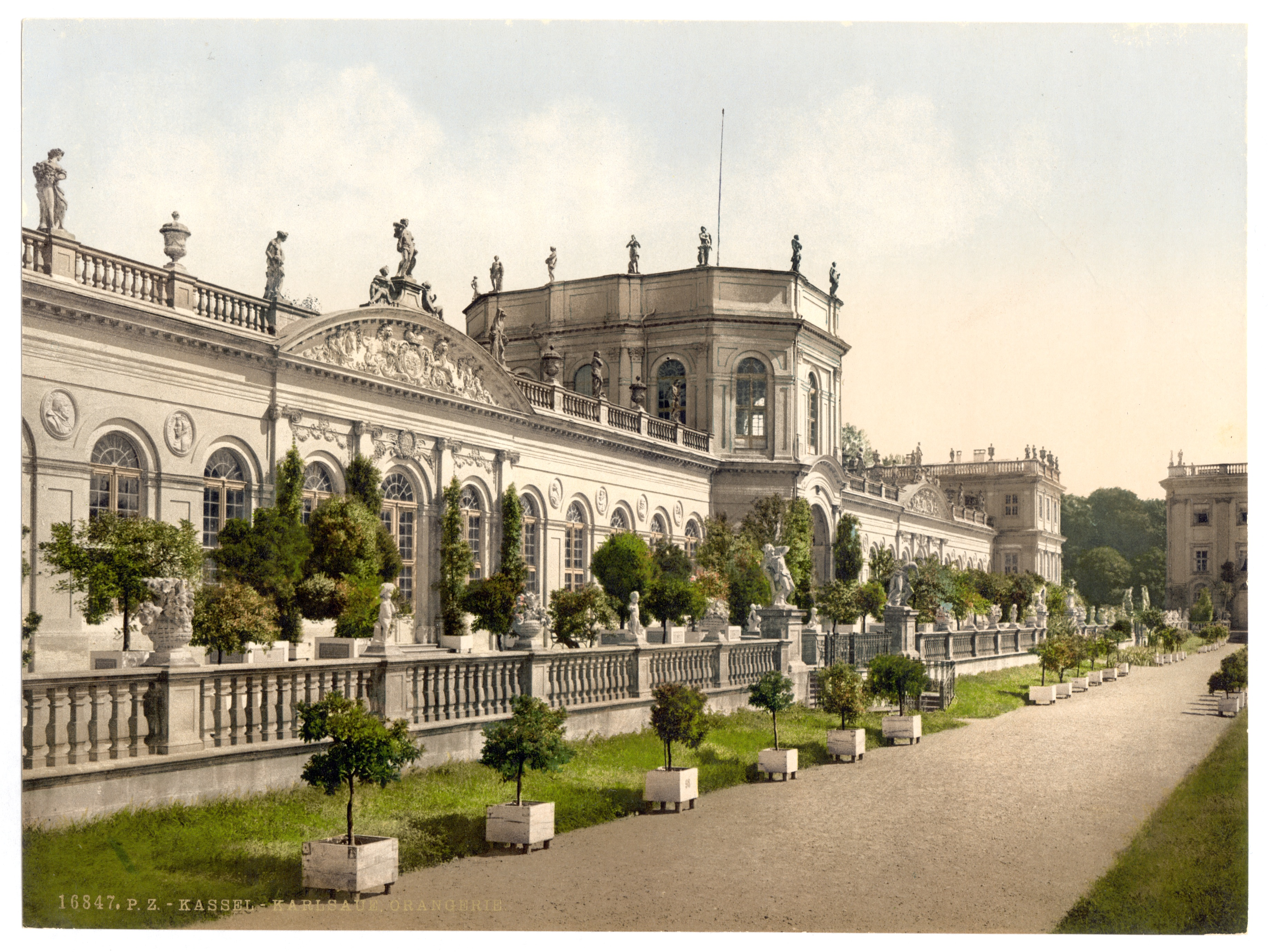
L'orangerie de Cassel sur une carte postale (entre 1890 et 1900).